# ダッチロール

ダッチロール

ダッチロール

ダッチロール（英語: Dutch roll）とは、航空機がヨー方向とロール方向の振動を繰り返す現象である。

## 概要
航空機が横滑りをしたとき、大きな内外の翼の迎角差が生じ、強い反対方向のローリングモーメントが発生することがある。このとき、横滑りの原因になった傾きは解消するが、今度は勢い余って反対側に傾いてしまうことがある。この傾きも揺り返し、反対側に傾くという繰り返しになり、左右にロールする振動を発生する。この不安定な飛行状態をダッチ・ロールと呼ぶ。ヨー安定性に対しロール安定性が高すぎる場合、航空機には顕著なダッチロールが見られるようになる。
動画 Dutchroll

### 設計における対策
通常の航空機は顕著なダッチロールを起こさないように設計されているが、速度の不足、高空での空気密度の低下、あるいは航空機の損傷によって安定性が不足した場合に顕在化することがある。ダッチロールに対する安定性はヨー・ダンパーを装備することによって改善され、逆に主翼の取り付け位置が重心より高い場合や主翼の上反角が大きすぎる場合はロール方向の復元力が過剰となりダッチロールを起こしやすくなる。このため、高翼配置の航空機の中には、ロール安定性が過剰とならないように主翼に下反角を付けたものもある。
後退角翼の場合も、横滑りしたときは横滑り方向の片翼の気流に対する後退角が減り、反対側の片翼の後退角が増える結果となるので、横滑り側の片翼の揚力が大きくなるため、上反角と同じような効果を発揮する。したがって、垂直尾翼の面積が不足の場合はダッチロールの危険性を内蔵している。

## 事故例
- 1959年10月19日、顧客受入飛行中のボーイング707型機で、新しいパイロットに飛行技術を習熟させるためヨー・ダンパーをオフにしたところ、訓練パイロットの操縦がダッチロール運動を激しく悪化させ、4基のエンジンのうち3基が切脱落した。ブラニフ航空向けの真新しい707-227 （N7071）は、ワシントン州アーリントンのシアトル北部の河床に墜落し、8人の搭乗者のうち4人が死亡した。[1][2]
- 1985年に発生した日本航空123便墜落事故の事故機は、垂直尾翼を失いヨー安定性が損なわれたため、激しいダッチロールに見舞われた。
- 2005年に発生したエアトランサット961便事故では、構造的問題によりラダーが疲労破壊を起こし、巡航中に突然コントロールを失い、ダッチロールに見舞われた。幸い緊急着陸に成功し、死者は出なかった。